# Krasne, Jmerînka
Krasne (în ucraineană Красне) este un sat în comuna Pultivți din raionul Jmerînka, regiunea Vinnița, Ucraina.

## Demografie
Componența lingvistică a localității Krasne
     Ucraineană (98,87%)
     Rusă (1,13%)
Conform recensământului din 2001, majoritatea populației localității Krasne era vorbitoare de ucraineană (98,87%), existând în minoritate și vorbitori de rusă (1,13%).